# الحديث النبوي
الحديث النبوي أو السنة النبوية عند أهل السنة والجماعة هو ما ورد عن الرسول محمد ﷺ من قول أو فعل أو تقرير أو صفة خَلقية أو خُلقية أو سيرة سواء قبل البعثة (أي بدء الوحي والنبوة) أو بعدها. والحديث والسنة عند أهل السنة والجماعة هما المصدر الثاني من مصادر التشريع الإسلامي بعد القرآن. وذلك أن الحديث خصوصا والسنة عموما مبينان لقواعد وأحكام الشريعة ونظمها، ومفصلان لما جاء مجملا في القرآن، ومضيفان لما سكت عنه، وموضحان لبيانه ومعانيه ودلالاته. كما جاء في سورة النجم: ﴿وَمَا يَنْطِقُ عَنِ الْهَوَى ۝٣ إِنْ هُوَ إِلَّا وَحْيٌ يُوحَى ۝٤﴾ [النجم:3–4]. فالحديث النبوي هو بمثابة القرآن في التشريع من حيث كونه وحياً أوحاه الله للنبي، والحديث والسنة مرادفان للقرآن في الحجية ووجوب العمل بهما، حيث يستمد منهما أصول العقيدة والأحكام المتعلقة بالعبادات والمعاملات بالإضافة إلى نظم الحياة من أخلاق وآداب وتربية.
قد اهتم العلماء على مر العصور بالحديث النبوي جمعا وتدوينا ودراسة وشرحا، واستنبطت حوله العلوم المختلفة كعلم الجرح والتعديل وعلم مصطلح الحديث وعلم العلل وغيرها، والتي كان الهدف الأساسي منها حفظ الحديث والسنة ودفع الكذب عن النبي وتوضيح المقبول والمردود مما ورد عنه. وامتد تأثير هذه العلوم الحديثية في المجالات المختلفة كالتاريخ(1) وما يتعلق منه بالسيرة النبوية وعلوم التراجم والطبقات، بالإضافة إلى تأثيره على علوم اللغة العربية والتفسير والفقه وغيرها.

## تعريف الحديث

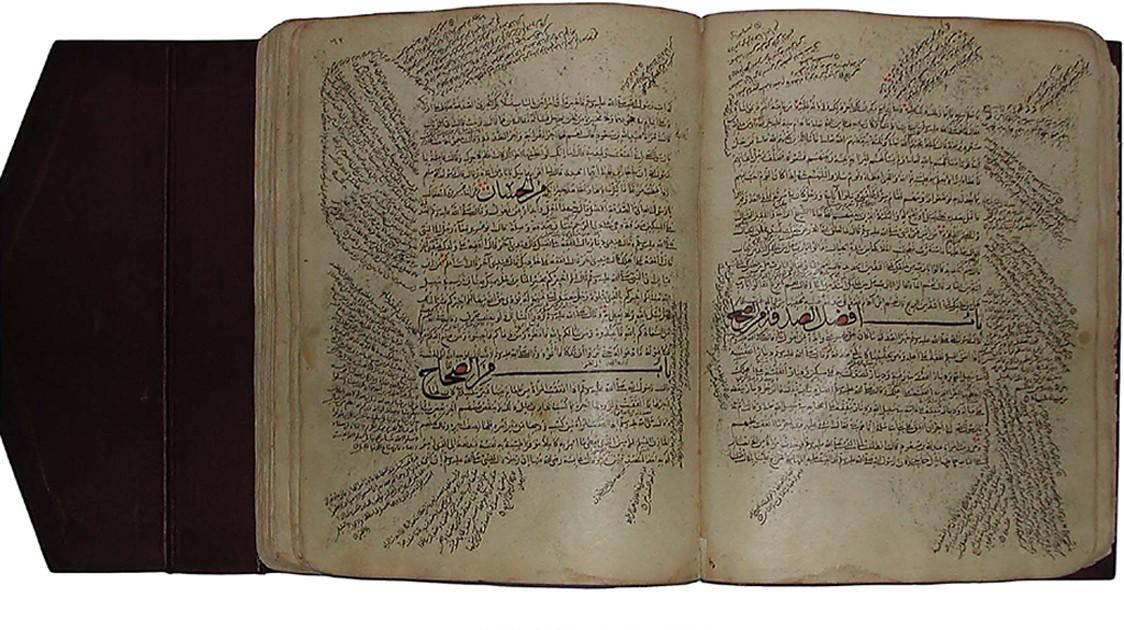
مخطوطة تتناول الحديث النبوي ترجع للقرن الرابع عشر الميلادي.

يطلق على الحديث عدة اصطلاحات، فمنها السنّة، والخبر، والأثر. فالحديث من حيث اللغة هو الجديد من الأشياء، والحديث: الخبر، يأتي على القليل والكثير، والجمع أحاديث، فالحديث هو الكلام الذي يتحدث به، وينقل بالصوت والكتابة. والخبر: هو النبأ، وجمعه أخبار. وهو العلم، والأثر هو بقية الشيء، وهو الخبر، والجمع آثار. ويقال: أثرت الحديث أثرا أي نقلته. ومن هنا فإن الحديث يترادف معناه مع الخبر والأثر من حيث اللغة.
أما اصطلاحا، فإن الحديث هو ما ينسب إلى رسول الله محمد من قول أو فعل أو تقرير أو وصف. والخبر والأثر لفظان آخران يستعملان بمعنى الحديث تماما، وهذا هو الذي عليه اصطلاح جمهور العلماء.
ولكن بعض العلماء يفرقون بين الحديث والأثر، فيقولون: الحديث والخبر هو ما يروى عن النبي، والأثر هو ما يروى عن الصحابة والتابعين وأتباعهم.
وقيل: الحديث ما جاء عن النبي والخبر ما جاء عن غيره.
وقيل: بينهما عموم وخصوص مطلق، فكل حديث خبر وليس كل خبر حديثا.

## الحديث والسنة النبوية
السنة في اللغة هي السيرة، والطريق القويم، وقد وردت في القرآن بمعنى الطريقة المتبعة: ﴿سُنَّةَ مَنْ قَدْ أَرْسَلْنَا قَبْلَكَ مِنْ رُسُلِنَا وَلَا تَجِدُ لِسُنَّتِنَا تَحْوِيلًا ۝٧٧﴾ [الإسراء:77] - سورة الإسراء و﴿قُلْ لِلَّذِينَ كَفَرُوا إِنْ يَنْتَهُوا يُغْفَرْ لَهُمْ مَا قَدْ سَلَفَ وَإِنْ يَعُودُوا فَقَدْ مَضَتْ سُنَّةُ الْأَوَّلِينَ ۝٣٨﴾ [الأنفال:38] - سورة الأنفال. وكلمة السنة إذا أطلقت فهي تنصرف إلى الطريقة المحمودة، وقد تستعمل في الطريقة المذمومة ولكنها تكون مقيّدة، كقول النبي:
 فالسنة هنا ضد البدعة، والبدعة هي طريقة في الدّين مخترعة، تضاهي الشريعة، وهي ما أحدث مما ليس له أصل في الشريعة يدل عليه. قال أبو منصور الهروي الأزهري: 
 وقال الشاطبي: 
 وقال ابن رجب الحنبلي: 
 ومن ذلك قول النبي: 
 وقال: 

ففيما يتعلق بمصطلحي الحديث والسنة، فإنهما يجتمعان في مواضع، ويفترقان في مواضع أخرى، فإن ما يروى عن النبي من قول أو فعل أو تقرير يطلق عليه «حديث» كما يسمى أيضا «سنة»، يقول الشيخ عبد الله بن يوسف الجديع: 
 وكذلك فإن كتب الحديث تسمى أيضا بكتب السنة، كما أن أهل الحديث هم أيضا من أهل السنة. فإذا أطلق لفظ السنة في الشرع فإنما يراد بها ما أمر به النبي ونهى عنه وندب إليه قولا وفعلا، ولهذا يقال في أدلة الشرع: الكتاب والسنة، أي: القرآن والحديث.

أما بالنسبة لمواضع الافتراق، فإنه يطلق على هدي النبي المجمل الثابت في جميع شؤونه «السنة»، أي طريقته ومنهجه وصراطه، ولا يطلق العلماء غالبا ههنا مصطلح «الحديث»، يقول العلامة سيد سليمان الندوي الهندي: 
وقد اختلف معنى السنة في اصطلاح المشرّعين حسب اختلاف اختصاصاتهم، فهي عند الأصوليين والفقهاء غيرها عند المحدثين. فعند الأصوليين والفقهاء، فتستعمل للدلالة على:
- فيما ثبت عن النبي من غير وجوب، وهي حكم من الأحكام الخمسة: (الواجب، الحرام، السنة، المكروه، المباح) مثال: صلاة ركعتين بعد المغرب. فاستعمال الفقهاء مصطلح «سنة» في بيان حكم استحباب فعل معين، ولا يستعملون مصطلح «حديث».
- وتستعمل في مقابل كلمة البدعة. كقولهم: طلاق السنة كذا، وطلاق البدعة كذا.[13] قال النبي: «من أحدث في أمرنا هذا ما ليس منه فهو رد [29]»

إذن، فعلماء الفقه في استعمالهم للحديث ولمصطلح السنة، فإنما بحثوا عن حكم الشرع في أفعال العباد، مستدلين بما ورد عن النبي من سنة (قول أو فعل أو تقرير). كما يسمي العلماء الالتزام بالقدر الوارد في الشريعة وعدم الزيادة والابتداع في الدين بـ «السنة»، ولا يسمون ذلك بـ «الحديث». ومنه مقولة عبد الرحمن بن مهدي المشهورة: 
 وحين يتكلم العلماء على الروايات تصحيحا أو تضعيفا إنما يستعملون مصطلح «الحديث»، ولا يستعملون مصطلح «السنة»، فيقولون: هذا حديث ضعيف، ولا يقولون: هذه سنة ضعيفة.

أما عند المحدّثين، فالسنة مرادفة للحديث، وهي كل ما أثر عن النبي من أخبار وأقوال وخلق وشمائل وأفعال سواء أثبت المنقول حكما شرعيا أم لا. والصلة بين المعنيين (اللغوي والاصطلاحي) عندهم واضحة، لأن قول النبي وفعله وتقريره طريقة متبعة عند المسلمين لا يجوز الحياد عنها، ودليله ما جاء في القرآن: ﴿وَمَا كَانَ لِمُؤْمِنٍ وَلَا مُؤْمِنَةٍ إِذَا قَضَى اللَّهُ وَرَسُولُهُ أَمْرًا أَنْ يَكُونَ لَهُمُ الْخِيَرَةُ مِنْ أَمْرِهِمْ وَمَنْ يَعْصِ اللَّهَ وَرَسُولَهُ فَقَدْ ضَلَّ ضَلَالًا مُبِينًا ۝٣٦﴾ [الأحزاب:36]. وهنالك بعض الأحاديث التي تدل على أن هذا المعنى الاصطلاحي قد استعمل من قبل النبي. فمن هذه الأحاديث قوله: 

### أقسام السنة
وتنقسم السنة إلى:
1- قولية: وهي كل ما ورد من أقوال النبي من لفظه، في مختلف الأغراض والمناسبات  فكل قول صحت نسبته إلى النبي وجب اتباعه فيه بحسب صيغته وما يقتضيه من وجوب ونحوه. ومثال عليها قوله: 
 أو قوله في ماء البحر: 
 والأصل في حكم السنة القولية هو الوجوب. لأن الأصل في الأوامر هو الوجوب، والأصل في النواهي هو التحريم، ما لم يرد ما يدل على خلاف ذلك، وهذا هو المعتمد عند أهل العلم.
2- فعلية: وهي ما صدر عن النبي من أفعال  في كل أحواله، والتي نقلها لنا الصحابة، مثل: كيفية أداء الصلاة، وكيفية وضوءه، وأدائه لمناسك الحج، وما إلى ذلك. وهي عادة أقل في قوة التشريع من السنة القولية، فليس كل أفعال النبي سنة يجب اتباعها، إلا فيما تعلق بالأفعال المتعلقة بالتشريع. ولهذا انقسمت أفعاله إلى ثلاثة أقسام:
أ- ما صدر عنه من أفعال خاصة به: وهذه ليس لغيره من الأمة اتباعها، وذلك كوصاله الصيام في شهر رمضان، فقد كان النبي يصوم اليومين وأكثر من غير أن يأكل بينهما، وهو في نفس الوقت ينهى أصحابه عن ذلك لاختلاف حاله غيره من الأمة(2)، وكتزوجه بأكثر من أربع نساء، وكتهجده بالليل، حيث كان التهجد بالنسبة إليه يعد واجبا، كما يدل على ذلك القرآن: ﴿يَا أَيُّهَا الْمُزَّمِّلُ ۝١ قُمِ اللَّيْلَ إِلَّا قَلِيلًا ۝٢ نِصْفَهُ أَوِ انْقُصْ مِنْهُ قَلِيلًا ۝٣ أَوْ زِدْ عَلَيْهِ وَرَتِّلِ الْقُرْآنَ تَرْتِيلًا ۝٤ إِنَّا سَنُلْقِي عَلَيْكَ قَوْلًا ثَقِيلًا ۝٥﴾ - سورة المزمل.
ب- ما صدر عن النبي بحكم بشريته كالأكل والشرب والنوم، وما إلى ذلك، فهذا النوع من الأفعال، وإن كان لا يعد تشريعًا ولا يجب التأسي به، إلا أنه وُجدَ من الصحابة مَنْ كان يقتفي أثره في ذلك محبة فيه، وحرصًا على اتباعه، كعبد الله بن عمر.
ج- ما صدر عنه وقصد به التشريع والاتباع، وهو نوعان:
- أفعال وردت بيانًا لمجمل ما جاء في القرآن، فمثلا: فما صدر عنه من أفعال خاصة بالصلاة كانت بيانًا لقول الله في القرآن: ﴿إِنَّ رَبَّكَ يَعْلَمُ أَنَّكَ تَقُومُ أَدْنَى مِنْ ثُلُثَيِ اللَّيْلِ وَنِصْفَهُ وَثُلُثَهُ وَطَائِفَةٌ مِنَ الَّذِينَ مَعَكَ وَاللَّهُ يُقَدِّرُ اللَّيْلَ وَالنَّهَارَ عَلِمَ أَنْ لَنْ تُحْصُوهُ فَتَابَ عَلَيْكُمْ فَاقْرَءُوا مَا تَيَسَّرَ مِنَ الْقُرْآنِ عَلِمَ أَنْ سَيَكُونُ مِنْكُمْ مَرْضَى وَآخَرُونَ يَضْرِبُونَ فِي الْأَرْضِ يَبْتَغُونَ مِنْ فَضْلِ اللَّهِ وَآخَرُونَ يُقَاتِلُونَ فِي سَبِيلِ اللَّهِ فَاقْرَءُوا مَا تَيَسَّرَ مِنْهُ وَأَقِيمُوا الصَّلَاةَ وَآتُوا الزَّكَاةَ وَأَقْرِضُوا اللَّهَ قَرْضًا حَسَنًا وَمَا تُقَدِّمُوا لِأَنْفُسِكُمْ مِنْ خَيْرٍ تَجِدُوهُ عِنْدَ اللَّهِ هُوَ خَيْرًا وَأَعْظَمَ أَجْرًا وَاسْتَغْفِرُوا اللَّهَ إِنَّ اللَّهَ غَفُورٌ رَحِيمٌ ۝٢٠﴾ - سورة المزمل. قال النبي: «صلوا كما رأيتموني أصلي»

وما صدر عنه من أفعال خاصة بمناسك الحج كانت بيانًا لقول الله في القرآن: ﴿فِيهِ آيَاتٌ بَيِّنَاتٌ مَقَامُ إِبْرَاهِيمَ وَمَنْ دَخَلَهُ كَانَ آمِنًا وَلِلَّهِ عَلَى النَّاسِ حِجُّ الْبَيْتِ مَنِ اسْتَطَاعَ إِلَيْهِ سَبِيلًا وَمَنْ كَفَرَ فَإِنَّ اللَّهَ غَنِيٌّ عَنِ الْعَالَمِينَ ۝٩٧﴾ - سورة آل عمران. وما إلى ذلك من الأفعال التي تحمل الصبغة التشريعية.
- أفعال فعلها النبي ابتداءً، فعلى الأمة متابعته فيها، والتأسي به ، للآية: ﴿لَقَدْ كَانَ لَكُمْ فِي رَسُولِ اللَّهِ أُسْوَةٌ حَسَنَةٌ لِمَنْ كَانَ يَرْجُو اللَّهَ وَالْيَوْمَ الْآخِرَ وَذَكَرَ اللَّهَ كَثِيرًا ۝٢١﴾ - سورة الأحزاب. وهذا إذا علمت صفته الشرعية. مثال ذلك قول عمر حينما كان يقبل الحجر الأسود في طوافه: «إني أعلم أنك حجر لا تضر ولا تنفع، ولولا أني رأيت رسول الله يقبلك ما قبلتك»

3- تقريرية: وهي كل ما أقره النبي مما صدر عن بعض أصحابه من أقوال وأفعال، بسكوت منه وعدم إنكار، أو بموافقته وإظهار استحسانه وتأييده. ومثالها ما رواه أبو سعيد الخدري قال: 
4- وصفية: وهي تشمل نوعين:
- الصفات الخُلُقية (بضمّ الخاء واللام): وهي ما جبله الله عليه من الأخلاق الحميدة وما فطره عليه من الشمائل العالية المجيدة وما حباه به من الشيم النبيلة. ومثالها ما رواه البخاري عن أنس بن مالك قال:«لم يكن النبي ﷺ  سبَّابا ولا فحَّاشا ولا لعَّانا»
- الصفات الخَلقية (بفتح الخاء): وتشمل هيأته التي خلقه الله عليها وأوصافه الجسمية. ومثالها حديث أم معبد الذي أورده ابن كثير في البداية والنهاية بطوله، قالت أم معبد:«"مرّ بنا رجل كريم مبارك، كان من حديثه كذا وكذا! قال: صفيه لى يا أم معبد. فقالت: "إنه رجلٌ ظاهر الوضاءة، أبلج الوجه (أى أبيض واضح ما بين الحاجبين كأنه يضيء)، حسن الخِلقة، لم تُزْرِ به صِعلة (أى لم يعيبه صغر في رأس، ولا خفة ولا نحول في بدن)، ولم تَعِبْه ثجلة (الثجلة: ضخامة البطن)، وسيمًا قسيمًا، في عينيه دَعَج (شدة سواد العين)، وفى أشفاره عطف (طول أهداب العين)، وفى عنقه سَطَع (الطول)، وفى صوته صَحَل (بحّة)، وفى لحيته كثافة، أحور أكحل، أزَجُّ أقرن (الزجج: هو تقوس في الحواجب مع طول وامتداد، والأقرن: المتصل الحواجب)، إن صمتَ فعليه الوقار، وإن تكلم سَمَا وعلاه البهاء، أجمل الناس وأبهاه من بعيد، وأحسنه وأجمله من قريب..."» (3)

## مكانة الحديث والسنة في الشريعة
تعتبر السنة أو الحديث عند أهل السنة والجماعة هما المصدر الثاني للتشريع في الإسلام بعد القرآن،  فمكانة السنة رفيعة ولها قوة تشريعية ملزمة، واتباعها واجب، وعليها يقوم جزء كبير من كيان الشريعة، ومعنى المصدر الثاني أي في العدد وليس في الترتيب فإذا صحت السنة، أو إذا صح الحديث - من حيث السند - عما ورد عن النبي، كان بمنزلة القرآن تماما في تصديق الخبر والعمل بالحكم. وهذا ما أجمع عليه العلماء قديما وحديثا، من السلف ومن جاء بعدهم.
وتتبين منزلة السنة ومكانتها في التشريع الإسلامي في عدد من النقاط، أبرزها:
- أن السنّة مبيّنة للقرآن: فقد كلّف النبي بمهمة تبيين ما نزّل إلى الناس، وتأدية الرسالة، وتبيين المراد من آيات الله. كما جاء في سورة النحل: ﴿بِالْبَيِّنَاتِ وَالزُّبُرِ وَأَنْزَلْنَا إِلَيْكَ الذِّكْرَ لِتُبَيِّنَ لِلنَّاسِ مَا نُزِّلَ إِلَيْهِمْ وَلَعَلَّهُمْ يَتَفَكَّرُونَ ۝٤٤﴾ - سورة النحل
- والسنة مفصلة لمجمل القرآن، ففي القرآن آيات تأمر بالصلاة والزكاة أمرا مجملا، كما جاء في سورة النور: ﴿وَأَقِيمُوا الصَّلَاةَ وَآتُوا الزَّكَاةَ وَأَطِيعُوا الرَّسُولَ لَعَلَّكُمْ تُرْحَمُونَ ۝٥٦﴾ - سورة النور، فتأتي السنة النبوية فتفصل عدد الصلوات، وأوقاتها، وعدد ركعاتها، ومبطلاتها، وتدل على شروطها وأركانها، كما تفصّل السنة النبوية ذكر الأموال التي فيها زكاة، والتي لا زكاة فيها، والأمثلة على تفصيل السنة لما ورد في القرآن مجملا كثيرة، كأحكام الصوم والحج والبيع وغيرها.[13] أخرج الخطيب البغدادي وأبو سعد السمعاني بسنديهما إلى عمران بن حصين: «أنه كان جالسا ومعه أصحابه، فقال رجل من القوم: لا تحدثونا إلا بالقرآن. فقال له: ادن. فدنا. فقال: أرأيت لو وكلت أنت وأصحابك إلى القرآن أكنت تجد فيه صلاة الظهر أربعا، وصلاة العصر أربعا، والمغرب ثلاثا تقرأ في اثنتين؟ أرأيت لو وكلت أنت وأصحابك إلى القرآن أكنت تجد الطواف بالبيت سبعا والطواف بالصفا والمروة؟ ثم قال: أي قوم! خذوا عنا، فإنكم والله إن لا تفعلوا لتضلنّ.[53][54]»
- وفي السنة أحكام عليها جمهور المسلمين لم تأت في القرآن، كتحريم نكاح المرأة على عمتها أو خالتها(4)، وحد شرب الخمر، ورجم الزاني المحصن[13]، قال الشوكاني: «إن ثبوت حجّية السنة المطهرة واستقلالها بتشريع الأحكام ضرورة دينية ولا يخالف في ذلك إلامن لا حظ له في الإسلام.[55]»
- وفي السنة تخصيص لعموم محكم القرآن[13]، ومن ذلك تخصيص الحديث: ««لا يرث المسلمُ الكافرَ، ولا الكافرُ المسلمَ».[56][57]» لآية: ﴿يُوصِيكُمُ اللَّهُ فِي أَوْلَادِكُمْ لِلذَّكَرِ مِثْلُ حَظِّ الْأُنْثَيَيْنِ فَإِنْ كُنَّ نِسَاءً فَوْقَ اثْنَتَيْنِ فَلَهُنَّ ثُلُثَا مَا تَرَكَ وَإِنْ كَانَتْ وَاحِدَةً فَلَهَا النِّصْفُ وَلِأَبَوَيْهِ لِكُلِّ وَاحِدٍ مِنْهُمَا السُّدُسُ مِمَّا تَرَكَ إِنْ كَانَ لَهُ وَلَدٌ فَإِنْ لَمْ يَكُنْ لَهُ وَلَدٌ وَوَرِثَهُ أَبَوَاهُ فَلِأُمِّهِ الثُّلُثُ فَإِنْ كَانَ لَهُ إِخْوَةٌ فَلِأُمِّهِ السُّدُسُ مِنْ بَعْدِ وَصِيَّةٍ يُوصِي بِهَا أَوْ دَيْنٍ آبَاؤُكُمْ وَأَبْنَاؤُكُمْ لَا تَدْرُونَ أَيُّهُمْ أَقْرَبُ لَكُمْ نَفْعًا فَرِيضَةً مِنَ اللَّهِ إِنَّ اللَّهَ كَانَ عَلِيمًا حَكِيمًا ۝١١﴾ - سورة النساء، قال الخطيب البغدادي: «"فكان ظاهر هذه الآية يدل على أن كل والد يرث ولده، وكل مولود يرث والده، حتى جاءت السنّة بأن المراد ذلك مع اتفاق الدين بين الوالدين والمولودين، وأما إذا اختلف الدينان فإنه مانع من التوارث."[54]»
- والقرآن نفسه يرد إلى السنة، ويوجب على المسلمين أن يطيعوا الرسول، ويعُدّ طاعة الرسول طاعة لله. كما جاء في سورة النساء: ﴿مَنْ يُطِعِ الرَّسُولَ فَقَدْ أَطَاعَ اللَّهَ وَمَنْ تَوَلَّى فَمَا أَرْسَلْنَاكَ عَلَيْهِمْ حَفِيظًا ۝٨٠﴾ - سورة النساء، ويقرر القرآن أن النبي أسوة حسنة لكل من آمن بالله واليوم الآخر: ﴿لَقَدْ كَانَ لَكُمْ فِي رَسُولِ اللَّهِ أُسْوَةٌ حَسَنَةٌ لِمَنْ كَانَ يَرْجُو اللَّهَ وَالْيَوْمَ الْآخِرَ وَذَكَرَ اللَّهَ كَثِيرًا ۝٢١﴾ - سورة الأحزاب، وأوجب الله في القرآن النزول على حكم النبي في كل خلاف، وأقسم الله على نفي الإيمان عن كل من لا يحكّمه ولا يرضى بحكمه، حتى يحكّمه ويرضى بحكمه، جاء في سورة النساء: ﴿فَلَا وَرَبِّكَ لَا يُؤْمِنُونَ حَتَّى يُحَكِّمُوكَ فِيمَا شَجَرَ بَيْنَهُمْ ثُمَّ لَا يَجِدُوا فِي أَنْفُسِهِمْ حَرَجًا مِمَّا قَضَيْتَ وَيُسَلِّمُوا تَسْلِيمًا ۝٦٥﴾ - سورة النساء، وأخبر الله أن النبي أوتي القرآن والحكمة (التي هي السنّة)[58] ليعلم الناس أحكام دينهم ويزكيهم: ﴿لَقَدْ مَنَّ اللَّهُ عَلَى الْمُؤْمِنِينَ إِذْ بَعَثَ فِيهِمْ رَسُولًا مِنْ أَنْفُسِهِمْ يَتْلُو عَلَيْهِمْ آيَاتِهِ وَيُزَكِّيهِمْ وَيُعَلِّمُهُمُ الْكِتَابَ وَالْحِكْمَةَ وَإِنْ كَانُوا مِنْ قَبْلُ لَفِي ضَلَالٍ مُبِينٍ ۝١٦٤﴾ - سورة آل عمران قال الشافعي في هذه الآية: «سمعت من أرضى من أهل العلم بالقرآن يقول: الحكمة سنّة رسول الله... فلم يجز أن يقال الحكمة هنا إلا سنّة رسول الله ﷺ ، وذلك أنها مقرونة مع الكتاب، وأن الله افترض طاعة رسوله وحتم على الناس اتباع أمره.[59][60]» وهناك نصوص قرآنية أخرى عديدة تلزم المسلم بطاعة الرسول وامتثال أمره فمن ذلك: ﴿قُلْ أَطِيعُوا اللَّهَ وَالرَّسُولَ فَإِنْ تَوَلَّوْا فَإِنَّ اللَّهَ لَا يُحِبُّ الْكَافِرِينَ ۝٣٢﴾ - سورة آل عمران، و﴿إِنَّمَا كَانَ قَوْلَ الْمُؤْمِنِينَ إِذَا دُعُوا إِلَى اللَّهِ وَرَسُولِهِ لِيَحْكُمَ بَيْنَهُمْ أَنْ يَقُولُوا سَمِعْنَا وَأَطَعْنَا وَأُولَئِكَ هُمُ الْمُفْلِحُونَ ۝٥١﴾ - سورة النور، و﴿مَا أَفَاءَ اللَّهُ عَلَى رَسُولِهِ مِنْ أَهْلِ الْقُرَى فَلِلَّهِ وَلِلرَّسُولِ وَلِذِي الْقُرْبَى وَالْيَتَامَى وَالْمَسَاكِينِ وَابْنِ السَّبِيلِ كَيْ لَا يَكُونَ دُولَةً بَيْنَ الْأَغْنِيَاءِ مِنْكُمْ وَمَا آتَاكُمُ الرَّسُولُ فَخُذُوهُ وَمَا نَهَاكُمْ عَنْهُ فَانْتَهُوا وَاتَّقُوا اللَّهَ إِنَّ اللَّهَ شَدِيدُ الْعِقَابِ ۝٧﴾ - سورة الحشر، وغيرها، فدلّت هذه الآيات على أن السنّة في رتبة تشريعية ملزمة.
- أما في الحديث النبوي، فهناك طائفة كبيرة من الأحاديث الثابتة التي تصرّح بمكانة السنة في الشريعة، فمنها ما رواه البخاري قال: «عن أبي هريرة عن رسول الله ﷺ  أنه قال: «كل أمتي يدخلون الجنة إلا من أبى». قالوا: يا رسول الله، من يأبى؟ قال: «من أطاعني دخل الجنّة، ومن عصاني فقد أبى».[61][62]» وروى أبو داود والترمذي وابن ماجه والدارمي عن العرباض بن سارية قال: «وعظنا رسول الله ﷺ  موعظة بليغة وجلت منها القلوب، وذرفت منها العيون، فقلنا: يا رسول الله! كأنها موعظة مودع فأوصنا. قال: «أوصيكم بتقوى الله والسمع والطاعة وإن تأمر عليكم عبد؛ فإنه من يعش منكم فسيرى اختلافاً كثيراً، فعليكم بسنتي وسنة الخلفاء الراشدين المهديين من بعدي، عضوا عليها بالنواجذ، وإياكم ومحدثات الأمور؛ فإن كل بدعة ضلالة»[63][64]» وأخرج أحمد وأبو داود والترمذي وابن ماجه والدارمي وابن حبان عن المقدام بن معديكرب قال: «أن رسول الله ﷺ  قال: «ألا إني أوتيت الكتاب وما يعدله ويوشك بشبعان على أريكته يقول : بيننا وبينهم هذا الكتاب، فما كان فيه من حلال أحللناه وما كان فيه من حرام حرمناه، وإنه ليس كذلك».[65][66]» ومن ذلك ما أخرجه البخاري عن أبي موسى الأشعري قال: «أن رسول الله ﷺ  قال: «إنما مثلي ومثل ما بعثني الله به كمثل رجل أتى قوما فقال يا قوم إني رأيت الجيش بعيني وإني أنا النذير العريان فالنجاء فأطاعه طائفة من قومه فأدلجوا فانطلقوا على مهلهم فنجوا وكذبت طائفة منهم فأصبحوا مكانهم فصبحهم الجيش فأهلكهم واجتاحهم فذلك مثل من أطاعني فاتبع ما جئت به ومثل من عصاني وكذب بما جئت به من الحق»[67][68]» وما أخرجه البخاري ومسلم والنسائي وابن ماجه وابن حبان وابن خزيمة وأحمد والحاكم وغيرهم عن عدد من أصحاب النبي، منهم أبو ذر وأبو هريرة وعبد الله بن عمر: «أن رسول الله ﷺ  قال: «من أطاعني فقد أطاع الله، ومن عصاني فقد عصى الله».[69][70]»

وقد أجمع الصحابة والتابعين والأئمة المجتهدين وسائر علماء المسلمين من بعدهم على حجية السنة النبوية ووجوب التمسك بها، ونقل هذا الإجماع الإمام الشافعي فقال: 
 وقال ابن تيمية: 

## الحديث القدسي
الحديث القدسي هو ما رواه النبي عن الله، أو هو كل حديث يضيف فيه النبي قولا إلى الله. وقد يكون بأي كيفية من كيفيات الوحي، كرؤيا النوم، والإلقاء في الروع، وعلى لسان الملك، أو من وراء حجاب، أو تكليما مباشرا. وقد يأتي في الحديث بعبارات مثل: (قال الله تعالى)، أو: (يرويه عن ربه تبارك وتعالى)، أو: (إن روح القدس نفث في روعي)  وهو كلام الله بالمعنى واللفظ للرسول. قال الشريف الجرجاني: 
 وقال المناوي: 
 وقال محمد عبد العظيم الزرقاني: 
 ونسبة الحديث إلى القدس (وهو الطهارة والتنزيه)  لأنه صادر عن الله من حيث أنه هو المتكلم به أولا والمنشيء له، وأما كونه حديثا فلأن النبي هو الحاكي له عن الله.

### الفرق بين الحديث القدسي والنبوي
والفرق بين الحديث القدسي والأحاديث النبوية الأخرى أن هذه نسبتها إلى النبي، وحكايتها عنه، وأما الحديث القدسي فنسبته إلى الله، والنبي يحكيه ويرويه عنه، ولذلك قيدت بالقدس أو الإله، فقيل : أحاديث قدسية أو إلهية، نسبة إلى الذات العلية، وقيدت الأخرى بالنبي، فقيل فيها: 
 ومصداقه قول الله في سورة النجم: ﴿وَمَا يَنْطِقُ عَنِ الْهَوَى ۝٣ إِنْ هُوَ إِلَّا وَحْيٌ يُوحَى ۝٤﴾ - سورة النجم.
ومن أهم الفروق بين الحديث النبوي والحديث القدسي:
- الحديث القدسي ينسبه النبي إلى الله، أما الحديث النبوي: فلا ينسبه إليه.[77][78]
- الأحاديث القدسية أغلبها يتعلق بموضوعات الخوف والرجاء، وكلام الله مع مخلوقاته، وقليل منها يتعرض للأحكام التكليفية. أما الأحاديث النبوية فيتطرق إلى هذه الموضوعات بالإضافة إلى الأحكام.[77][78]
- الأحاديث القدسية قليلة بالنسبة لمجموع الأحاديث أما الأحاديث النبوية فهي كثيرة جداً.[77][78]
- الأحاديث القدسية قولية فقط والأحاديث النبوية قولية وفعلية وتقريرية.[77][78]

### عدد الأحاديث القدسية ونماذج منها
ذكر العلامة ابن حجر الهيتمي أن عدد الأحاديث القدسية المروية يتجاوز المائة، قال: 
 وبلغ بها المناوي: 272 حديث قدسي. وبلغ بها الشيخ محمد المدني 863 حديثا.
ومن الأمثلة على الحديث القدسي:
- ما رواه البخاري ومسلم وغيرهما عن أبي هريرة قال:«قال رسول الله ﷺ : «إن الله يقول: أنا عند ظن عبدي بي، وأنا معه إذا دعاني»[81][82]»
- وما رواه الترمذي عن معاذ: قال: «سمعت رسول الله ﷺ  يقول:«قال الله عز وجل: المتحابون في جلالي لهم منابر من نور، يغبطهم النبيون والشهداء[83][84]»»
- وما رواه البخاري عن أبي هريرة قال:«قال رسول الله ﷺ : «قال الله تعالى: ثلاثة أنا خصمهم يوم القيامة رجل أعطى بي ثم غدر ورجل باع حرا فأكل ثمنه ورجل استأجر أجيرا فاستوفى منه ولم يعط أجره.»[85][86]»

### أهم كتب الحديث القدسي
- المقاصد السنية في الأحاديث الإلهية - علاء الدين علي بن بلبان بن عبد الله الفارسي الشهير بابن بلبان. (المتوفى 739هـ)
- الإتحافات السنية في الأحاديث القدسية - محمد عبد الرؤوف بن تاج العارفين المناوي. (المتوفى 1031هـ) وجمع فيه 272 حديثا قدسيا.
- الإتحافات السنية في الأحاديث القدسية - محمد بن محمود الطربزوني الحنفي الشهير بالمدني. (المتوفى 1200هـ) وجمع فيه 863 حديثا.

ومن الكتب المعاصرة:
- الجامع في الأحاديث القدسية - عبد السلام بن محمد علوش.
- الصحيح المسند من الأحاديث القدسية - مصطفى العدوي.
- الأحاديث القدسية - المجلس الأعلى للشؤون الإسلامية/مصر.

## علوم الحديث
اعتنت الأمة الإسلامية بحديث النبي منذ بداياتها، وحاز حديث النبي من الوقاية والحفظ والمحافظة الشيء الكثير، فقد نقل لنا الروة أقوال الرسول في الشؤون كلها العظيمة منها أو اليسيرة، بل في الجزئيات التي قد يتوهم أنها ليست موضع اهتمام، فنقلوا لنا كل التفاصيل في أحوال النبي سواء في الطعام أو الشراب أو بكيفية نومه ويقظته أو قيامه أو قعوده، وكان من حرصهم على الحديث أن يجتهدوا في التوفيق بين مطالب حياتهم اليومية والتفرغ للعلم ، فعن عمر بن الخطاب أنه قال:
 ويرجع للصحابة الفضل في بدء علم رواية الحديث، وذلك أنه بعد وفاة النبي ومع انتشار الإسلام واتساع البلاد الإسلامية أقام الصحابة في البلاد المتفرقة ينشرون العلم ويبلغون الحديث فصار الحديث علما يروى وينقل، ووجد بذلك علم الحديث رواية.

وكان الصحابة يروي بعضهم عن بعض ما سمعوه من النبي، وكذلك من جاء بعدهم من التابعين كانوا يروون عن الصحابة، ولم يكونوا يتوقفون في قبول أي حديث يرويه صحابي عن النبي، وظل الأمر على هذه الحال حتى وقعت الفتنة التي أدت إلى مقتل الخليفة عثمان بن عفان، وما تبع ذلك من انقسامات واختلافات، وظهور الفرق والمذاهب المختلفة، فأخذ الدَّسُ على السنة يكثر شيئاً فشيئاً، وبدأ كل فريق يبحث عن ما يسوغ بدعته من نصوص ينسبها إلى النبي، وعندها بدأ العلماء من الصحابة والتابعين يتحرون في نقل الأحاديث، ولا يقبلون منها إلا ما عرفوا طريقها واطمأنوا إلى ثقة رواتها وعدالتهم. روى مسلم في صحيحه عن مجاهد قال: 
 وقد أخرج مسلم في مقدمة صحيحه أيضا عن محمد بن سيرين أنه قال: 
واتبعهم في ذلك التابعون وتابعوهم، ووضعوا قواعد علمية في قبول الأخبار من غير أن ينصوا على كثير من تلك القواعد، ثم جاء أهل العلم من بعدهم فاستنبطوا تلك القواعد من منهجهم في قبول الأخبار ومعرفة الرواة الذين يعتد بروايتهم أو لا يعتد بها، كما استنبطوا شروط الرواية وطرقها، وقواعد الجرح والتعديل وكل ما يلحق بذلك.
إذن فغاية علم الحديث هو معرفة صحيح الحديث من ضعيفه، وما يقبل وما يرد من الحديث وذلك من خلال النظر في سند الحديث ومتنه، وأحوال رجاله وما يتعلق بهم جرحا أو تعديلا، أو فيما يتعلق بما يتصل بالحديث من أحكام ودلائل ومعرفه ناسخه من منسوخه ومعرفة رواتب نقلة الحديث من الصحابة والتابعين والتفاوت بينهم، والتفاوت في الأسانيد من حيث الاتصال أو الانقطاع منها والسلامة من العلل وما إلى ذلك. قال السيوطي:

ثم ما لبثت علوم الحديث أن تكاملت، وتفرعت منها علوم كثيرة جدا ومتنوعة، ذكر ابن الصلاح منها خمسة وستين نوعاً، ثُمَّ قال: 

حتى أن الحازمي قال: 
ومن أهم علوم الحديث:

### علم مصطلح الحديث
ويطلق عليه أيضا علم الرواية، وبه يكون الدليل على ما يقبل وما يترك من أحاديث، وهو علم بأصول وقواعد يعرف بها أحوال السند والمتن من حيث القبول والرد. ومعرفة مرتبة الحديث (صحيح، حسن، ضعيف، أو غيره). ومعرفة طريقة أخذ الحديث بين الرواة، ودراسة ألفاظ تقع في متن الحديث من حيث الغرابة والإشكال. ويقابله علم دراية الحديث، وهو علم تتعرف منه أنواع الرواية، وأحكامها، وشروط الرواية، وأصناف المرويات، واستخراج معانيها.
ومن المصطلحات المشهورة في علم الحديث:
- السند: هو الطريق الموصلة إلى المتن، أي رجال الحديث، وسموه بذلك لأنهم يسندونه إلى مصدره.[96]
- الإسناد: هو الإخبار عن طريق المتن أو رفع الحديث إلى قائله.[97]
- المتن: هو ما انتهى إلى السند. (أي هو نص الحديث أو الخبر أو الأثر).[96]
- المخرج (بضم الميم وكسر الراء): ذكر رواته، فالمخرج هو ذاكر رواة الحديث. كقولنا: أخرجه البخاري أو أخرجه مسلم.
- المحدث (بضم الميم وكسر الدال): هو العالم الذي يشتغل بعلم الحديث رواية ودراية ويحيط بطرق الحديث وأسماء الرواة والمتون.[98]
- الحافظ: هو من حفظ مائة ألف حديث متنا واسنادا ووعي ما يحتاج إليه. وهو أرفع درجة من المحدث، ويكون ما يعرفه في الطبقة أكثر مما يجهله.[99]
- الحاكم: هو من أحاط لجميع الأحاديث المروية متنا وإسنادا وجرحا وتعديلا وتاريخا، حتى لا يفوته منها إلا اليسير.[99]
- وأعلى منهم جميعاً أمير المؤمنين في الحديث: وبه يلقب شعبة بن الحجاج والبخاري وسفيان الثوري.[1][99]

ومن أنواع الحديث المشهورة من ناحية السند:
- الحديث الصحيح: هو ما اتصل إسناده بنقل العدل الضابط عن مثله، وخلا من شذوذ أو علة قادحة.[100][101] والحديث الصحيح ينقسم إلى قسمين:

1. الصحيح لذاته: هو الحديث الذي اشتمل على أعلى صفات القبول بأن كان متصل السند بنقل العدول الضابطين ضبطا تاما عن مثلهم من مبدأ الحديث إلى آخره وخلا من الشذوذ والعلة، ويسمى هذا القسم «الصحيح لذاته» لأنه استوفى شروط الصحة ولم يكن في حاجة لمن يجبره، فصحته نشأت من ذاته لا من حديث آخر خارج عنه.
2. الصحيح لغيره: هو الحديث الذي قصرت شروطه عن الدرجة العليا بأن كان الضبط فيه غير تام. وإنما سمي «بالصحيح لغيره» لأن صحته نشأت من غيره لشواهده ولكثرة طرقه.[14]، وهو الحديث الحسن إذا تعددت طرقه، وسُمي صحيحاً لغيره؛ لأنه إنما وصل إلى درجة الصحة من أجل تعدد الطرق.[102]

- الحديث الحسن: هو ما اتصل سنده بنقل العدل الضابط ضبطا غير تام عن مثله، من أوله إلى آخره وسلم من الشذوذ والعلة، فهو ما جمع شروط الصحيح إلا أن الضبط أخف [103] «العدل في الحديث الحسن خفيف الضبط وفي الحديث الصحيح تام الضبط». وينقسم الحديث الحسن إلى قسمين:

1. الحسن لذاته: وهو ما اتصل اسناده بنقل عدل خفيف الضبط عن مثله من أول السند إلى آخره وسلم من الشذوذ والعلة، وسمي «بالحسن لذاته» لأن حسنه لم يأته من أمر خارجي، وإنما جاءه من ذاته. فهو الحديث الذي تطرق إليه ضعف أنزله عن درجة الحديث الصحيح، ولم يصل به إلى درجة الحديث الضعيف [104]
2. الحسن لغيره: هو ما كان في إسناده مستور لم يتحقق أهليته غير مغفل ولا كثير الخطأ في روايته ولا متهم بتعمد الكذب فيها ولا ينسب إلى مفسق آخر، أو هو «أي الحسن لغيره» ما فقد شرطا من شروط الحسن لذاته ويطلق عليه اسم «الحسن لغيره» لأن الحسن جاء إليه من أمر خارجي بتعدد طرق الحديث، فهو الحديث الذي نزل عن درجة الحسن لما كان فرداً، ولكن بمجموع الطرق -وكلها لا تخلو من الضعف- يترقى إلى الحسن لا لذاته بل بالمجموع.[105][106]

- الحديث الضعيف: وهو ما لم يجتمع فيه صفات الصحيح، ولا صفات الحسن[107]، فعلى هذا يكون الحديث ضعيفا إما لانقطاعه وعمد اتصال سنده، أو لضعف بعض رواته، أو لشذوذ فيه أو علة قادحة، وقد يكون الحديث ضعيفا لأكثر من سبب في ذلك.[95] والأحاديث الضعيفة متفاوتة فبعضها أشد ضعفا من بعض، وذلك أنه لما كانت صحة الحديث راجعة إلى تمكن شروط القبول في الإسناد والمتن، فكذلك ضعف الحديث راجع إلى فَقْد هذه الصفات، أو بعضها، وليس الذي فَقَدَ شرطا كالذي فَقَدَ شرطين، وليس الذي فَقَدَ شرطين كالذي فقد ثلاثة وهكذا، فكلما كثر تخلف الشروط؛ كان الضعف أشد - في الجملة - وذلك أن الطعن في العدالة أشد من فَقْدِ الضبط والاتصال، ونحو ذلك.[108]

#### أهم كتب علم المصطلح
من أهم المؤلفات في علم مصطلح الحديث:
- أدب الإملاء والاستملاء - المؤلف : السمعاني، أبو سعيد عبد الكريم بن محمد السمعاني التميمي (المتوفى : 562هـ)
- ألفية العراقي في علوم الحديث (التبصرة والتذكرة) - المؤلف : العراقي أبو الفضل زين الدين عبد الرحيم بن الحسين بن عبد الرحمن بن أبي بكر بن إبراهيم العراقي (المتوفى : 806هـ)
- الباعث الحثيث شرح اختصار علوم الحديث - المؤلف : ابن كثير، أبو الفداء إسماعيل بن عمر بن كثير القرشي البصري ثم الدمشقي (المتوفى : 774هـ)
- تدريب الراوي في شرح تقريب النواوي - المؤلف : السيوطي، عبد الرحمن بن أبو بكر، جلال الدين السيوطي (المتوفى : 911هـ)
- التقريب والتيسير لمعرفة سنن البشير النذير في أصول الحديث - المؤلف : النووي، أبو زكريا محيي الدين يحيى بن شرف النووي (المتوفى : 676هـ)
- تيسير مصطلح الحديث - المؤلف : محمود الطحان
- شرح التقريب والتيسير لمعرفة سنن البشير النذير - المؤلف: السخاوي، شمس الدين محمد بن عبد الرحمن السخاوي (المتوفى : 902هـ)
- معرفة علوم الحديث للحاكم - المؤلف : الحاكم النيسابوري، أبوعبد الله الحاكم محمد بن عبد الله بن محمد بن حمدويه بن نُعيم بن الحكم الضبي الطهماني النيسابوري المعروف بابن البيع (المتوفى : 405هـ)
- مقدمة ابن الصلاح - المؤلف : ابن الصلاح، أبو عمرو عثمان بن عبد الرحمن بن موسى الكردي الشهرزوري المشهور بابن الصلاح (المتوفى : 643هـ)
- نزهة النظر في توضيح نخبة الفكر في مصطلح أهل الأثر - المؤلف : ابن حجر العسقلاني، أبو الفضل أحمد بن علي بن محمد بن أحمد بن حجر العسقلاني (المتوفى : 852هـ)

وللتفصيل، انظر: قائمة بأهم كتب مصطلح الحديث عند أهل السنة والجماعة

### علوم التراجم والرجال

كتاب سير أعلام النبلاء، من تأليف الإمام الذهبي، أحد أشهر وأكبر كتب التراجم والرجال، والكتاب مرتب على التراجم بحسب الوفيات ابتداء من الصحابة إلى نهاية القرن السابع الهجري، وهو كتاب مهم وعظيم، يعمد المؤلف فيه إلى البيان الكامل لاسم صاحب الترجمة، ونسبه ومكانته، وقيمته العلمية، ومولده، ونشأته، وعلمه، وشيوخه، وتلامذته، وتاريخ المولد والوفاة، وتقديم النقد في مكانه المناسب، مع نقد الأحاديث

علم التراجم أو علم تراجم الرجال، هو العلم الذي يتناول سير حياة الأعلام من الناس عبر العصور المختلفة. وهو علم دقيق يبحث في أحوال الشخصيات والأفراد من الناس الذين تركوا آثارا في المجتمع. ويتناول هذا العلم كافة طبقات الناس من الأنبياء والخلفاء والملوك والأمراء والقادة والعلماء في شتى المجالات والفقهاء والأدباء والشعراء والفلاسفة وغيرهم. ويهتم بذكر حياتهم الشخصية، ومواقفهم وأثرهم في الحياة وتأثيرهم في التاريخ.
كما ينظر في كل ما يتعلق بشؤون رواة الحديث وشيوخهم وتلاميذهم ورحلاتهم ومن اجتمعوا به أو لم يجتمعوا به من أهل عصرهم، ومركزهم العلمي في عصرهم وعاداتهم وطبائعهم وشهادة عارفيهم لهم أو عليهم، وسائر ما له صلة بتكوين الثقة والحكم عليهم جرحا أو تعديلا  فمثلا، من الأمور المهمة جدا في علم الحديث وعلم الرواية، معرفة تاريخ ولادة الرواة وتاريخ موتهم فبذلك يستدل العلماء على كون الراوي أدرك من يروي عنه أم لم يدركه. ومثال ذلك ما رواه الخطيب البغدادي قال:

#### أهم كتب التراجم والرجال
ومن أهم المؤلفات في علم التراجم:
- الطبقات الكبرى - المؤلف : ابن سعد، أبو عبد الله محمد بن سعد بن منيع البصري البغدادي المعروف بابن سعد (المتوفى : 230هـ)
- تذكرة الحفاظ - المؤلف : الذهبي، شمس الدين أبو عبد الله محمد بن أحمد بن عثمان بن قَأيْماز الذهبي (المتوفى : 748هـ)
- التاريخ الصغير، والتاريخ الكبير - المؤلف : البخاري، أبو عبد الله محمد بن إسماعيل بن إبراهيم بن المغيرة الجعفي البخاري (المتوفى : 256هـ)
- سير أعلام النبلاء - المؤلف : شمس الدين أبو عبد الله محمد بن أحمد بن عثمان بن قَأيْماز الذهبي (المتوفى : 748هـ)
- الوافي بالوفيات - المؤلف : صلاح الدين الصفدي، صلاح الدين خليل بن أيبك الصفدي (المتوفى : 764هـ)
- تاريخ بغداد - المؤلف : الخطيب البغدادي، أبو بكر أحمد بن علي بن ثابت بن أحمد بن مهدي الخطيب البغدادي (المتوفى : 463هـ)
- تاريخ دمشق - المؤلف : ابن عساكر، أبوالقاسم علي بن الحسن بن هبة الله بن عساكر الدمشقي (المتوفى : 571هـ)

أما علم الرجال ويطلق عليه أيضا علم الجرح والتعديل، فيبحث فیه عن أحوال رواة الحديث من حيث اتصافهم بشرائط قبول رواياتهم أو عدمه. وقيل في تعريفه أيضا : هو علم وضع لتشخيص رواة الحديث، ذاتا ووصفا، ومدحا وقدحا.وهو علم يدرس سير رواة الأحاديث النبوية ليتم الحكم على سندها إذا كانت صحيحة أو حسنة أو ضعيفة أو موضوعة.
فعلم الرجال، أو علم الجرح والتعديل، والجرح: هو أن يذكر الراوي بما يوجب رد روايته من إثبات صفة رد، أو نفي صفة قبول مثل أن يقال: هو كذاب، أو فاسق، أو ضعيف، أو ليس بثقة، أو لا يعتبر، أو لا يكتب حديثه. وغر ذلك، والتعديل هو أن يذكر الراوي بما يوجب قَبول روايته: من إثبات صفة قَبول أو نفي صفة رد، مثل أن يقال: هو ثقة، أو ثبت، أو لا بأس به، أو لا يرد حديثه.، إذن فالجرح هو الطعن في الراوي من ناحية فأكثر، والتعديل هو توثيق الراوي وقبول روايته.
فخلاصة هذا العلم هو نقد الرواة، والتنقيب عن أحوالهم وخفايا أمورهم، والإفصاح بما فيهم من العيوب التي تسبب عدم الثقة بأخبارهم، من باب النصيحة للأمة.، فقد أجمع الجماهير من أئمة الحديث والفقه، أنه يشترط فيه أن يكون عدلا ضابطا، بأن يكون مسلما، بالغا، عاقلا، سليما من أسباب الفسق وخوارم المروءة.

وقد وقع الاتفاق بين العلماء أن الجرح جائز تبيانا للواقع ولم يعدوا ذلك من الغيبة. قال الخطيب البغدادي: 
 وقال الدارقطني: 

وروى ابن عدي عن أبي بكر بن خلاد أنه قال ليحيى القطان: 

وقال الترمذي في كتاب العلل: 

#### أهم كتب الجرح والتعديل
ومن أهم الكتب المتعلقة بعلوم الرجال والجرح والتعديل:
- إكمال الكمال - المؤلف : ابن ماكولا، أبو نصر علي بن هبة الله بن جعفر بن ماكولا (المتوفى : 475هـ)
- إكمال تهذيب الكمال في أسماء الرجال - المؤلف: أبو عبد الله علاء الدين مغلطاي بن قليج بن عبد الله البكجري المصري الحكري الحنفي (المتوفى: 762هـ)
- تهذيب التهذيب - المؤلف : ابن حجر العسقلاني، أبو الفضل أحمد بن علي بن محمد بن أحمد بن حجر العسقلاني (المتوفى : 852هـ)
- تهذيب الكمال - المؤلف : المزي، جمال الدين أبو الحجاج يوسف بن عبد الرحمن المزي (المتوفى : 742هـ)
- الثقات لابن حبان - المؤلف : ابن حبان، محمد بن حبان بن أحمد بن حبان بن معاذ بن مَعْبدَ، التميمي، أبو حاتم، الدارمي، البُستي (المتوفى : 354هـ)
- الكامل في ضعفاء الرجال - المؤلف : ابن عدي، أبي أحمد عبد الله بن عدي الجرجاني (المتوفى : 365هـ)
- الجرح والتعديل - المؤلف : ابن أبي حاتم، أبو محمد عبد الرحمن بن محمد بن إدريس بن المنذر التميمي، الحنظلي، الرازي ابن أبي حاتم (المتوفى : 327هـ)
- الضعفاء - المؤلف : أبو نعيم الأصبهاني، أحمد بن عبد الله بن أحمد بن إسحاق بن موسى بن مهران الأصبهاني (المتوفى : 430هـ
- الضعفاء الصغير - المؤلف : البخاري، أبو عبد الله محمد بن إسماعيل بن إبراهيم بن المغيرة بن بردزبة الجعفي البخاري (المتوفى : 256هـ)
- الضعفاء الكبير - المؤلف : أبو جعفر العقيلي، أبو جعفر محمد بن عمرو بن موسى بن حماد العقيلي (المتوفى : 322هـ)
- الضعفاء والمتروكين - المؤلف : النسائي، أبو عبد الرحمن أحمد بن شعيب بن علي الخراساني النسائي (المتوفى : 303هـ)
- معرفة الثقات - المؤلف : العجلي، أبو الحسن أحمد بن عبد الله بن صالح العجلي الكوفي (المتوفى : 261هـ)
- ميزان الاعتدال في نقد الرجال - الذهبي، المؤلف : شمس الدين أبو عبد الله محمد بن أحمد بن عثمان بن قَأيْماز الذهبي (المتوفى : 748هـ)

وللتفصيل، انظر: قائمة بأهم كتب علوم التراجم والرجال عند أهل السنة والجماعة

### علم العلل
علم العلل هو العلم الذي يبحث في الأسباب الخفية الغامضة التي يمكن أن تقدح في صحة الحديث، كأن يكون الحديث منقطعا فيروى على أنه موصول، أو أن يدخل حيث في حديثأ أو أن يكون في الحديث تدليس أو ما أشبه ذلك. فعلم العلل يدرس كل سبب يقدح في صحة الحديث سواء كان غامضاً أو ظاهراً، وكل اختلاف في الحديث سواء كان قادحاً أو غير قادح. فقد يكون الحديث ظاهره الصحة من نواحي اتصال السند، وعدالة الرواة، وضبطهم، وعدم الشذوذ، فظاهر الحديث أنه صحيح، لكن فيه علة لا يعرفها إلا المتخصص. والعلة الخفية تجيء غالباً في سند الحديث، وقد تجيء في متنه، وقد تجيء في السند والمتن معاً، وهي (العلة الخفية) غالباً في السند، وقليلاً في المتن، فالأحاديث المعلة متونها أقل بكثير من الأحاديث التي أعلت في أسانيدها.
قال الألباني في تعليقه على أحد الأحاديث:
قال السيوطي في تعريفه للعلل:

كتاب شرح علل الترمذي للإمام ابن رجب الحنبلي، وهو يبحث في أقسام الرواة، وأنواع عمل الحديث وحكم الرواية بها، والاحتجاج بالمرسل، ودرجات الحديث : الصحيح، والحسن، والحسن الصحيح، والغريب، وشرط الترمذي في السنن. ثم أضاف ابن رجب فوائد وقواعد كمعرفة أعيان الثقات الذين تدور غالب الأحاديث الصحيحة عليهم، وكثقات لا يذكرون غالباً في أكثر كتب الجرح والتعديل، ومن عرف بالتدليس، وعبارات التدليس

وعلم العلل ممتد من مرحلة النقد الحديثي الذي ابتدأت بواكيره على أيدي كبار الصحابة، حيث كان أبو بكر الصديق وعمر بن الخطاب يحتاطان(5) في قبول الأخبار، ويطلبان الشهادة على الحديث أحياناً ؛ من أجل تمييز الخطأ والوهم في الحديث النبوي، ثم اهتم العلماء به من بعد؛ لئلا ينسب إلى السنة شيء ليس منها خطأ. فعلم العلل له مزية خاصة، فهو كالميزان لبيان الخطأ من الصواب، والصحيح من المعوج، وقد اعتنى به أهل العلم قديماً وحديثاً عناية بالغة.
ولا تتأتى معرفة العلة في الحديث إلا من خلال معرفة قرائن أحوال الحديث وجمع طرقه كلها ودراستها ومقارنتها، قال الإمام مسلم:
 وقال الخطيب البغدادي: 

فإن كل حديث له قرائن ومرجحات خاصة تحف به وتوجب الوقوف على علة الحديث الخفية. قال الحافظ العلائي: 
ومن الأمثلة على أنواع العلل في الحديث:
- أن يروي المحدث عن أحد شيوخه فيغلط الراوي عليه فيروي حديثه عنه من غير ذلك الطرق.
- أن يتكلم أحد الصحابة أو التابعين في فقه مسألة أو حادثة فيغلط الراوي فيرويه عنه مسندا مرفوعا إلى النبي، فيأتي بعض العلماء إلى الإسناد المرفوع فيصححه.
- ومن أنواع العلل: حديث الراوي الذي في أصله ثقة، ولكن روايته عن بعض الشيوخ ضعيفة.
- ومن العلل الخفية: سقوط أحد الرواة من الإسناد.
- ومن العلل الخفية: الإرسال الخفي (وهو أن يروي الراوي عن شيخ لم يسمع منه)، لتعاصر الراوي وشيخه في بلد واحد ووقت واحد.

ومعرفة علل الحديث من أجل علوم الحديث وأدقها وأشرفها، وإنما يضطلع بذلك أهل الحفظ والخبرة والفهم الثاقب. وهو علم دقيق لم يقم به إلا قلة من المتقدمين من الفحول الكبار، وأقل منهم من المتأخرى ن، وذلكم لغموضه، وقد يعلون الحديث من غير بيان لوجه العلة، وهذا يجعل الأمر في غاية الصعوبة لمن أراد دراسة هذا الفن. فقد روى الحاكم قال:

وقال الحاكم أيضا: 

#### أهم كتب علم العلل
ومن أهم الكتب المتعلقة بعلم علل الحديث:
- الإلزامات والتتبع - المؤلف : الدارقطني، أبو الحسن علي بن عمر بن أحمد بن مهدي بن مسعود بن دينار البغدادي الدارقطني (المتوفى : 385هـ)
- التمييز - المؤلف : أبو الحسين مسلم بن الحجاج بن مسلم بن ورد بن كرشان القشيري العامري النيسابوري (المتوفى : 261هـ)
- شرح علل الترمذي - ابن رجب الحنبلي زين الدين عبد الرحمن بن أحمد بن عبد الرحمن السلامي البغدادي الدمشقي (المتوفى : 795هـ)
- العلل - المؤلف : علي بن المديني أبوالحسن علي بنُ عبدِ اللهِ بنِ جعفر بنِ نجيح بنِ بكر بن سعد (المتوفى : 234هـ)
- العلل - المؤلف : أحمد بن حنبل، أبو عبد الله أحمد بن محمد بن حنبل بن هلال بن أسد الشيباني (المتوفى : 241هـ)
- المنتخب من العلل للخلال - المؤلف : ابن قدامة، موفق الدين أبو محمد عبد الله بن محمد بن قدامة بن مقدام بن نصر المقدسي (المتوفى : 620هـ)
- علل الحديث - المؤلف : ابن أبي حاتم، أبو محمد عبد الرحمن بن محمد بن إدريس بن المنذر التميمي، الحنظلي، الرازي ابن أبي حاتم (المتوفى : 327هـ)
- الجامع في العلل والفوائد - المؤلف: ماهر ياسين الفحل.

وللتفصيل، انظر: قائمة بأهم كتب العلل عند أهل السنة والجماعة

### علوم أخرى
ومن العلوم الأخرى المهمة المتعلقة أيضا بالحديث النبوي:
- علم شرح الحديث

ويسمى هذا العلم بفقه الحديث، أو علم شرح الحديث، أو علم معاني الحديث، أو علم أصول تفسير الحديث، موضوع هذا العلم هو حديث النبي من جهة القواعد الكلية والمسائل المتعلقة ببيان معاني الحديث، والمراد منه، ومسائله تحرير هدف الحديث ومقصده، ومعناه على جهة الإجمال، وسلامته من المعارض والناسخ، وتفسير الألفاظ، وبيان معانيها والمراد منها. وما يتعلق بها من الأحكام، مع بيان أقوال العلماء في ذلك.
- تخريج الحديث:

هو الدلالة على موضع الحديث في مصادره الأصلية التي أخرجته بسنده، ثم بيان مرتبته عند الحاجة. وقيل: عزو الحديث إلى من أخرجه من أئمة وعلماء الحديث المعتبرين، والكلام عليه بعد التفتيش عن حاله ورجال مخرجه. وقال السخاوي: «التخريج هو إخراج المحدث الأحاديث من بطون الأجزاء، والمشيخات والكتب ونحوها، وسياقها من مرويات نفسه أو بعض شيوخه أو أقرانه أو نحو ذلك والكلام عليها وعزوها لمن رواها من أصحاب الكتب والدواوين»، وقال أيضاً: «وقد يتوسع في إطلاقه على مجرد الإخراج والعزو.»
- الناسخ والمنسوخ:

والنسخ هو رفع الشارع حكما منه متقدماً بحكم منه متأخر. أي: إلغاء حكم شرعي ورد في حديث ما (وهو المنسوخ)، وإحلال حكم آخر محله (وهو الناسخ). والنسخ منه أنواع: كتخصيص العام، وتقييد المطلق، والاستثناء. ولا يصار للقول بالنسخ إلا إذا تعذر الجمع بين الأحاديث. فإن تعارضت الأدلة، فالواجب أولا هو الجمع إن أمكن، فاعتبار الناسخ والمنسوخ، فالترجيح إن تعين، ثم التوقف عن العمل بأحد الحديثين.

## تدوين الحديث
مر تدوين الحدث النبوي بمراحل متعددة ومنتظمة، وقد بدأ الصحابة في تدوين الحديث في عهد النبي، وكانت هناك مجموعات من الأحاديث لعدد من الصحابة منها «الصحيفة الصادقة» لعبد الله بن عمرو بن العاص، وكان لعلي بن أبي طالب صحيفة، وكان لأنس بن مالك ولعبد الله بن عباس وعبد الله بن مسعود وجابر بن عبد الله، لكل منهم صحيفة. وقد بلغ الصحابة أحاديث النبي للتابعين ومن بعدهم، فحذوا حذوهم في حفظها وكتابتها حتى ازدهر عصر التدوين مع بداية القرن الثاني ونهاية القرن الأول للهجرة وأخذ تدوين الحديث يتسع ويأخذ صفة رسمية، ويصبح منهجا عاما لحفظ العلوم، وكان الدافع للتدوين هو حفظ الحديث من الاندثار بموت الأئمة الحفاظ، ومن التحريف والوضع الذي بدأ يظهر، فقام الأئمة الحفاظ يجمعون ما صح عن النبي من أحاديث.

### الأحاديث الواردة في التدوين
قد ورد النهي عن كتابة الحديث في أحاديث مرفوعة وموقوفة، كما ورد الإذن بها صريحة عن النبي. فمن الأحاديث الواردة في النهي ما رواه الإمام مسلم بن الحجاج في صحيحه، قال:
 وما رواه أحمد في مسنده قال:
ومن الأحاديث الواردة في إباحة الكتابة ما رواه أبو داود والحاكم والدارمي وأحمد وابن أبي شيبة عن عبد الله بن عمرو، قال:
 وما رواه البخاري ومسلم وغيرهما من حديث أبي هريرة أنه قال: 
 وما رواه البخاري ومسلم وأبو داود والترمذي وغيرهم من حديث أبي هريرة قال: 
وقد حمل النهي عن كتابة الحديث أن ذلك خاص بأول الإسلام، ليشتغلوا بحفظ القرآن ويقبلوا على دراسته من الألواح والصحف، ويكون أخذهم للحديث بالممارسة والمجالسة. وقيل: إن حديث النهي منسوخ بهذه الأحاديث، وكان النهي حين خيف اختلاطه بالقرآن فلما أمن ذلك أذن في الكتابة، وقيل : إنما نهى عن كتابة الحديث مع القرآن في صحيفة واحدة ; لئلا يختلط، فيشتبه على القارئ في صحيفة واحدة.

### تاريخ التدوين
أما فيما بعد وفاة النبي فقد اختلف الصحابة في تدوين الحديث، فكرهه بعضهم كعمر بن الخطاب وعبد الله بن مسعود وزيد بن ثابت وأبو موسى الأشعري وأبو سعيد الخدري، بينما رأى بعضه جوازه ومنهم علي بن أبي طالب وابنه الحسن وأنس بن مالك وعبد الله بن عمرو بن العاص. وقد روي عن عمر أنه هم بتدوين الحديث فاستشار الصحابة فأشاروا عليه بذلك، ثم استخار الله شهراً، ثم قال: 
 وقد استدل العلماء من هذا ما يؤكد أن النهي إنما كان في بداية الأمر لعلة خشية وخوفاً من اختلاط الكلام النبوي بكلام الله عز وجل، ثم لما انتفت العلة أبيحت الكتابة. قال ابن الصلاح: 

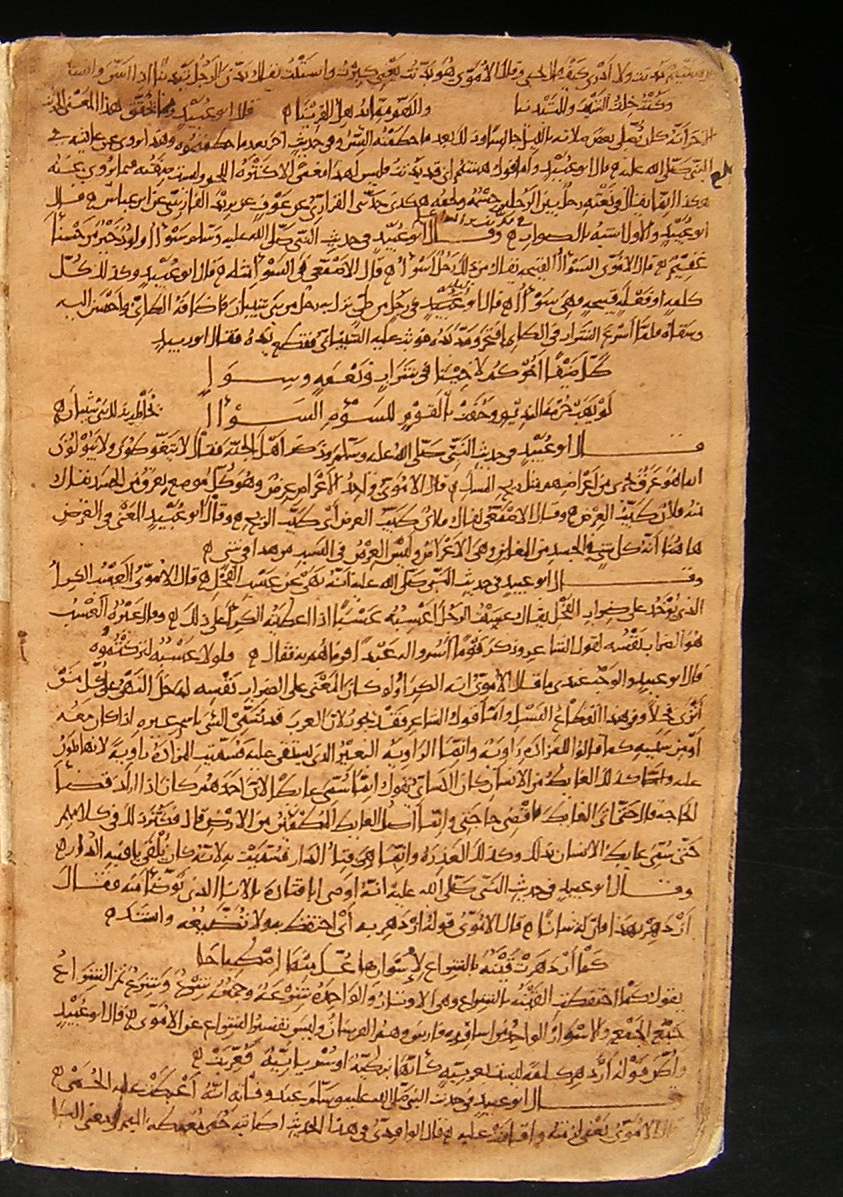
مخطوطة لكتاب غريب الحديث لأبي عبيد القاسم بن سلام يرجع تاريخها لحوالي السنة 319هـ (931م)

أما عن التدوين الرسمي وجمع السنة والأحاديث بشكل عام، فيكاد يجمع المؤرخون أنه بدأ على رأس المائة من القرن الأول للهجرة، حيث أمر عمر بن عبد العزيز العلماء بجمع الحديث وتدوينه، فكتب إلى أهل المدينة يقول : 
 فاستجاب العلماء لدعوة الخليفة، فألف الإمام مالك بالمدينة، وألف أبو محمد عبد العزيز بن جريج بمكة والأوزاعي بالشام، ومعمر بن راشد باليمن، وسعيد ابن أبي عروبة وحماد بن سلمة بالبصرة، وسفيان الثوري بالكوفة، وعبد الله بن المبارك بخراسان، وهشيم بن بشير بواسط، وغير هؤلاء كثيرون. وكان منهج المؤلفين في هذا القرن جمع الأحاديث مختلطة بأقوال الصحابة وفتاوى التابعين، ويظهر ذلك بجلاء في موطأ الإمام مالك.
ثم حدث طور آخر في تدوين الحديث، وهو إفراد حديث النبي خاصة وكانت تلك الخطوة على رأس المائتين، وهؤلاء الذين خطوا هذه الخطوة، منهم من ألَّف على المسانيد، كأحمد بن حنبل، وابن أبي شيبة وإسحاق بن راهويه وغيرهم، وأصحاب المسانيد لم يتقيَّدوا بالصحيح بل خَرَّجُوا الصحيح والحسن والضعيف. ومنهم من ألَّف على الأبواب الفقهية كأصحاب الكتب الستة المشهورة وهؤلاء منهم من تقيد في جمعه الأحاديث بالصحاح كالإمامين البخاري ومسلم ومنهم من لم يتقيَّد بالصحيح بل جمع الصحيح والحسن والضعيف مع التنبيه عليه أحياناً ومع عدم التنبيه أحياناً أخرى، اعتماداً على معرفة القارئ لهذه الكتب ومقدرته على النقد وتمييز الصحيح من الضعيف والمقبول من المردود وذلك مثل أصحاب السنن الأربعة: أبي داود والترمذي والنسائي وابن ماجه.

### رواة الحديث
اصطلح العلماء على أن من روى أكثر من ألف حديث عد مكثرا، ولقد اشتهر سبعة رواة من صحابة رسول الله بكثرة رواياتهم للحديث النبوي وعدوا من المكثرين وهم حسب الترتيب:
| رقم مسلسل | أسماء الصحابة     | عدد الأحاديث |
| --------- | ----------------- | ------------ |
| 1         | أبو هريرة         | 5374         |
| 2         | عبد الله بن عمر   | 2630         |
| 3         | أنس بن مالك       | 2286         |
| 4         | أم المؤمنين عائشة | 2210         |
| 5         | عبد الله بن عباس  | 1660         |
| 6         | جابر بن عبد الله  | 1540         |
| 7         | أبو سعيد الخدري   | 1170         |

## كتب الحديث

مسند إسحاق بن راهويه، لهذا الكتاب أهمية كبرى حيث ضم عدداً كبيراً من الأحاديث النبوية المسندة بالإضافة إلى علو إسناده فهو متقدم على من صنف بعده من أصحاب الكتب الستة

تنقسم كتب الحديث عند أهل السنة والجماعة إلى: صحاح، وسنن، ومسانيد، ومعاجم، ومصنفات، وأجزاء حديثية، وجوامع، ومستدركات، ومستخرجات، وزوائد، وأطراف. وتصنّف عادة حسب الأبواب (الموضوعات) أو حسب أسماء الرواة.
- الصحاح: وهي الكتب التي التزم مؤلفوها ألا يذكروا فيها إلا الأحاديث الصحيحة عندهم.[12][87][147]
- السنن: هي الكتب التي تجمع أحاديث الأحكام المرفوعة مرتبة على أبواب الفقه. وهم لا يشترطون في كتبهم الصحة بل أغلبهم يشترط القوة في الجملة لأن هذه الكتب مصنفة على الأبواب الفقهية فالأصل فيها أنها إنما ألفت للاحتجاج بما فيها.[12][87][147]
- المسانيد: وهي الكتب الذي تذكر الأحاديث على ترتيب الصحابة بحيث توافق حروف الهجاء، أو السوابق الإسلامية، أو شرافة النسب.[12][87][147]
- المعاجم: جمع معجم. والمعجم في اصطلاح المحدثين: الكتاب الذي ترتب فيه الأحاديث على مسانيد الصحابة أو الشيوخ أو البلدان أو غير ذلك. والغالب أن يكون ترتيب الأسماء فيه على حروف المعجم.[12][87][147]
- المصنفات: وهي كالسنن ولكنها تمتاز بالسعة والشمول وكثرة ما فيها من الآثار غير المرفوعة. أي أنها تحتوي على الأحاديث النبوية وأقوال الصحابة والتابعين.[12][87][147]
- الأجزاء: وهي المصنفات المشتملة على الأحاديث المتعلقة في جانب من جوانب الدين أو باب من أبوابه، أو المصنفات التي اختصت في جمع الأحاديث المروية من طريق واحد، أو بجمع الأحاديث المتعلقة بموضوع واحد.[12][87][147]
- الجامع: الجامع هو ما يوجد فيه من الحديث جميع الأنواع المحتاج إليها من العقائد والأحكام والرقاق وآداب الأكل والشرب والسفر والمقام وما يتعلق بالتفسير والتاريخ والسير والفتن والمناقب والمثالب وغير ذلك.[12][87][147]
- المستدرك: وهو كل كتاب جمع فيه مؤلفه الأحاديث التي استدركها على كتاب آخر مما فاته على شرطه.[12][87][147]
- المستخرج: المستخرجات هي أن يأتي المصنف إلى الكتاب فيخرج أحاديثه بأسانيد لنفسه من غير طريقة صاحب الكتاب فيجتمع معه في شيخه أو من فوقه.[12][87][147]
- الزوائد: هي المصنفات التي يجمع فيها مؤلفها الأحاديث الزائدة في بعض الكتب عن الأحاديث الموجودة في كتب أخرى.[12][87][147]
- الأطراف: الأطراف جمع طرف، وطرف الحديث، الجزء الدال على الحديث، أو العبارة الدالة عليه، وكتب الأطراف: كتب يقتصر مؤلفوها على ذكر طرف الحديث الدال عليه، ثم ذكر أسانيده في المراجع التي ترويه بإسنادها، وبعضهم يذكر الإسناد كامل، وبعضهم يقتصر على جزء من الإسناد، لكنها لا تذكر متن الحديث كاملاً، كما أنها لا تلتزم أن يكون الطرف المذكور من نص الحديث حرفيـًا.[12][87][147]

### كتب الصحاح

صحيح البخاري والذي يعتبر عند أهل السنة والجماعة أصح كتاب بعد القرآن

ومن أشهر المصنفات في الحديث النبوي عند أهل السنة والجماعة ما يعرف بالكتب الستة، ومصطلح الكتب الستة لقب أطلق على ستة مؤلفات في علم الحديث لكونها هي أصح الكتب المؤلفة في هذا الفن، وهذه الكتب هي: الصحيحان: صحيح البخاري، وصحيح مسلم، والسنن الأربعة: سنن النسائي، وسنن الترمذي، وسنن أبي داود، وسنن ابن ماجه. وأول من عد ابن ماجة سادساً: الحافظ محمد بن طاهر المقدسي في القرن السادس الهجري. وقد اعتنى العلماء عناية بالغة بهذه الكتب وألفت حولها المصنفات العديدة كالشروح، ومنها فتح الباري شرح صحيح البخاري لابن حجر العسقلاني والمنهاج شرح صحيح مسلم بن الحجاج للنووي وعون المعبود شرح سنن أبي داود لمحمد شمس الحق العظيم آبادي وشرح سنن النسائي لجلال الدين السيوطي وتحفة الأحوذي شرح سنن الترمذي لصفي الرحمن المباركفوري، وكذلك اهتم العلماء بدراسة أسانيد هذه الكتب ومعرفة رجالها، فألفت الكتب حول ذلك ومنها الكمال في أسماء الرجال لعبد الغني المقدسي والذي هذبه وزاد عليه الحافظ المزي في كتابه تهذيب الكمال في أسماء الرجال، ومن ثم اختصره ابن حجر العسقلاني في كتابه تهذيب التهذيب. وميزان الاعتدال في نقد الرجال للذهبي وغيرها الكثير. كما ألفت المصنفات في جمع أطراف الأحاديث الواردة في الكتب الستة وهي كتب يقتصر مؤلفوها على ذكر طرف الحديث الدال عليه، ثم ذكر أسانيده في المراجع التي ترويه بإسنادها، ومنها كتاب تحفة الأشراف بمعرفة الأطراف للمزي وإتحاف المهرة بأطراف العشرة لابن حجر العسقلاني، كما ألفت الكتب التي تهتم بجمع أحاديث الكتب كلها في مصنف واحد، ومنها جامع الأصول في أحاديث الرسول لإبن الأثير وجامع المسانيد والسنن الهادي لأقوم سنن لإبن كثير، وغيرها.
| الاسم        | المؤلف                     | الحجم     |
| صحيح البخاري | الإمام البخاري (256 هـ870) | 7167 حديث |
| صحيح مسلم    | الإمام مسلم (261 هـ875)    | 5505 حديث |
| سنن أبو داود | أبو داود (275 هـ888)       | 5274 حديث |
| سنن الترمذي  | الترمذي (279 هـ892)        | 3956 حديث |
| سنن النسائي  | النسائي (303 هـ915)        | 5754 حديث |
| سنن ابن ماجه | ابن ماجة (273 هـ886)       | 4341 حديث |

ومن أهم كتب الحديث أيضا:

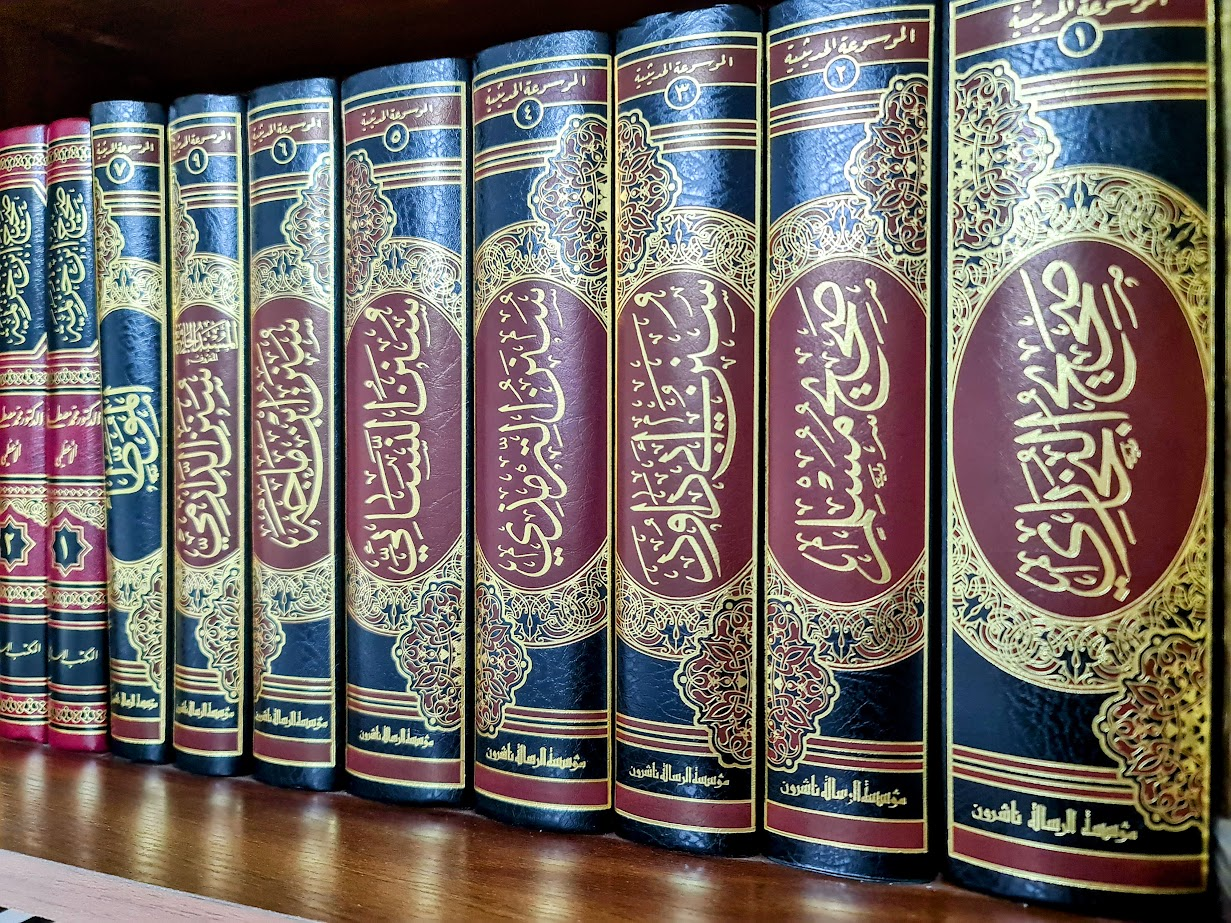
مجموعة من كتب الحديث النبوي تشمل الكتب الستة

| - الموطأ - صحيح ابن حبان - صحيح ابن خزيمة - صحيح ابن عوانة - سنن الدارقطني - مسند أحمد - سنن البيهقي - مستدرك الحاكم - المعجم الكبير والمعجم الأوسط والمعجم الصغير للطبراني - مسند الدارمي | - مسند البزار - مسند أبي حنيفة - مسند الشافعي - مسند الحميدي - مسند أبي يعلى الموصلي - مصنف عبد الرزاق الصنعاني - مصنف ابن ابي شيبة - مسند الطيالسي - مسند إسحاق بن راهويه - مسند ابن أبي أوفى - مسند الحميدي - الجامع لشعب الإيمان - مسند الشهاب - تهذيب الآثار - الشمائل المحمدية |

وللتفصيل، انظر: قائمة بأهم كتب الحديث عند أهل السنة والجماعة

## وجهة نظر القرآنيين
يعتقد القرآنيون أن القرآن هو المصدر الشريعة الإسلامية الوحيد ومن ثم فهم لا يعترفون بالسنة ولا يؤمنون بنسبتها للنبي محمد بل يعتقدون أن معظم الأحاديث المنسوبة لمحمد مكذوبة ومختلقة من قبل العديد من الجهات لأغراض مختلفة، حيث يقول د.أحمد صبحي منصور أن الأمويين حاولوا ترسيخ حكمهم من خلال تلفيق أحاديث ترفع من شأن معاوية بن أبي سفيان جد الأمويين والتقليل من شأن معارضيهم مثل علي بن أبي طالب وذريته وعبد الله بن الزبير وغيرهم حيث كان يرويها القصاصين في الشوارع والمساجد، كما قام بمثل ذلك العباسيين في تمجيد ابن عباس والتعظيم من شأنه. وعمل ملوك الدولتين من خلال الكهنوت الديني التابع للسلطة بخلق أحاديث ونسبتها للنبي تساعد على تثبيت وجودهم في الحكم وأحاديث أخرى تسمح لهم بالتخلص من المعارضين مثل أحاديث قتل المرتد، كما كان لهذه الأحاديث الأثر في ظهور الجبرية في العصر الأموي التي اعتبرت كل شيء مقدر على الإنسان ومن هذه الأشياء وجود الحاكم في السلطة. ويرى د. منصور أن الهدف من وراء هذه الأحاديث إلهاء الشعب بأمور فرعية عن المطالبة بحقوقه وتقييد حرية الرأي. كما يعتقد القرآنيين أن بعض الأحاديث دستها بعض الجماعات الفارسية التي دفعتها نظرتهم الشعوبية للعرب ورغبتهم لإعادة السيطرة للقومية الفارسية.
وتعتقد بقية الفرق الإسلامية على اختلافها أن القرآنيين بهذا قد خالفوا القرآن نفسه حيث جاء فيه أمر من الله للمسلمين فقال: ﴿مَا أَفَاءَ اللَّهُ عَلَى رَسُولِهِ مِنْ أَهْلِ الْقُرَى فَلِلَّهِ وَلِلرَّسُولِ وَلِذِي الْقُرْبَى وَالْيَتَامَى وَالْمَسَاكِينِ وَابْنِ السَّبِيلِ كَيْ لَا يَكُونَ دُولَةً بَيْنَ الْأَغْنِيَاءِ مِنْكُمْ وَمَا آتَاكُمُ الرَّسُولُ فَخُذُوهُ وَمَا نَهَاكُمْ عَنْهُ فَانْتَهُوا وَاتَّقُوا اللَّهَ إِنَّ اللَّهَ شَدِيدُ الْعِقَابِ ۝٧﴾ - سورة الحشر. ففي قوله: ﴿وَمَا آتَاكُمُ الرَّسُولُ فَخُذُوهُ وَمَا نَهَاكُمْ عَنْهُ فَانتَهُوا﴾ أمر واضح من الله بطاعة النبى، ويفسرون هذه الآيات على أن طاعة النبي تتمثل في الالتزام بسنته الواردة في الأحاديث النبوية.(6)

وقد عارضهم أهل السنة والجماعة قديما وحديثا. فمن المتقدمين ابن حزم الأندلسي، حيث قال: 
 وقال الشاطبي: 

وممن رد على القراّنبيين من المعاصرين الدكتور محمود حمدي زقزوق وزير الأوقاف المصري السابق، الذي قال في مقال له: 

وقال المفكر النمساوي محمد أسد: 

وقال الشيخ عبد العزيز بن باز: 

## وجهة نظر الشيعة
يعرف الحديث عند الشيعة بأنه: كلام يحكي قول المعصوم، أو فعله، أو تقريره. حيث يعتقد الشيعة بأن أهل البيت فقط وهم الرسول محمد وعلي بن أبي طالب وزوجته فاطمة بنت محمد وأحد عشر إماماً من أبنائهم، وحدهم يعلمون كل الحديث ناسخه ومنسوخه، ويرون العصمة لهم ووجوب العمل بما ورد عنهم، فيرون بأن ما قاله الإمام المعصوم فكأن النبي قد قاله، بينما يرى أهل السنة أن العصمة للنبي فقط، وأنه ليس أحد إلا يؤخذ من قوله ويترك إلا النبي. وبينما يتفق الشيعة مع أهل السنة والجماعة على أن الحديث هو ثاني مصدر للتشريع بعد القرآن، فإن المرجعية في الحديث النبوي عند الشيعة تختلف عن أهل السنة، ويرجع ذلك لاختلاف الرؤية السنية والشيعية حول موثوقية وعدالة الرواة، ففي حين يروي أهل السنة والجماعة الحديث عن جميع الصحابة حيث وقع الإجماع بين جمهور علماء أهل السنة من محدثين وفقهاء وأصوليين على عدالة الصحابة كلهم  ونقل هذا الإجماع ابن عبد البر وغيره، فإنه من وجهة النظر السنية فإن عدالة الصحابة(7) ثابتة معلومة بتعديل الله لهم، وإخباره عن طهارتهم، واختياره لهم في نص القرآن ، إلا أن الشيعة اتخذوا موقفا سلبيا من معظم الصحابة إلا نفرا قليلا ومنهم عبد الله بن عباس وسلمان الفارسي وأبو ذر الغفاري وأبو رافع وعمار بن ياسر والمقداد بن الأسود وبلال بن رباح والبراء بن عازب وبضعة آخرون ، حيث لا يرى الشيعة جواز نقل الحديث عن معظم الصحابة وذلك لأنه ومن وجهة النظر الشيعية، لا تأخذ الشيعة برواية أي صحابي، لأن لها رؤيتها في الصحبة تختلف عن رؤية السنة، فليس كل صحابي عند السنة هو صحابي عند الشيعة، بالإضافة إلى أن فكرة عدالة جميع الصحابة في فكرة مرفوضة وغير معترف بها عندهم.
أقسام الحديث عند الطائفة الإثنا عشرية: ينقسم الحديث إلى عدة أقسام حسب درجة الصحة، فالمتواتر هو ما ينقله جماعة بلغوا من الكثرة حَداً يمتنع اتفاقهم وتواطؤهم على الكذب وهذا النوع من الحديث حجة يجب العمل به، والآحَاد فهو ما لا ينتهي إلى حَدِّ التواتر سواء أكان الراوي واحداً أم أكثر وينقسم حديث الآحاد إلى أربعة أقسام (الصحيح والحسن والموثق والضعيف)، الحديث الصحيح وهو ما إذا كان الراوي إِمامياً ثبتت عدالته بالطريق الصحيح، الحديث الحسن وهو ما إذا كان الراوي إمامياً ممدوحاً ولم ينص أحد على ذمه أو عدالته، الحديث الموثق وهو ما إذا كان الراوي مسلماً غير شيعي ولكنه ثقة أمين في النقل، الحديث الضعيف وهو يختلف عن الأنواع المتقدمة كما لو كان الراوي غير مسلم أو مسلماً فاسقاً أو مجهول الحال أو لم يذكر في سند الحديث جميع رواته.
ونتج عن هذه الخلافات زيادة الهوة بين المعتقدات السنية والشيعة فيما يتعلق بالحديث كمصدر للتشريع بالإضافة للخلافات في العقيدة والمسائل الفقهية وغيرها.
ولا يعتمد الشيعة على جميع الأحاديث الواردة في كتب الحديث السنية كمصدر لهم، وإنما يعتمدون على أربعة كتب أحاديث جمعها علماؤهم يسمونها الكتب الأربعة، وهي:
- الكافي في الأصول والفروع - لمحمد بن يعقوب الكليني.
- الاستبصار - للشيخ الطوسي.
- من لا يحضره الفقيه - لعلي بن بابويه القمي.
- تهذيب الأحكام - للشيخ الطوسي.

ومن الكتب المهمة عندهم أيضا:
- بحار الأنوار - لمحمد باقر المجلسي.
- وسائل الشيعة - لمحمد بن الحسن الحر العاملي.
- مستدرك الوسائل - للطبرسي.
- الوافي - للفيض الكاشاني.

## مقالات ذات صلة
| - القرآن. - الإسلام. - أركان الإسلام. - توحيد. - محمد بن عبد الله. | - أهل السنة والجماعة. - أهل الحديث. - السلف الصالح. - مدارس أهل السنة. | - مصادر التشريع الإسلامي. - صحابة. - الإجماع. - الكتب الستة. - الإعجاز العلمي في السنة. |

## هوامش
- 1 يقول الدكتور أسد رستم في كتاب مصطلح التاريخ: «وأول من نظم نقد الروايات التاريخية ووضع القواعد لذلك علماء الدين الإسلامي... فانبروا لجمع الأحاديث ودرسها وتدقيقها فأتحفوا علم التاريخ بقواعد لا تزال في أسسها وجوهرها محترمة في الأوساط العلمية حتى يومنا هذا» - مصطلح التاريخ - د. أسد جبرائيل رستم، صفحة أ.
- 2 روى مسلم في صحيحيه عن ابن عمر رضي الله عنهما أن النبي ﷺ نهى عن الوصال، قالوا: إنك تواصل، قال: «إني لست كهيئتكم إني أطعم وأسقى».
- 3 قال ابن كثير بعد ما ساق بعض طرق هذه القصة: «وقصتها مشهورة مروية من طرق يشد بعضها بعضا». انظر البداية والنهاية 3/190. وأخرج القصة الحاكم (3/9-10) من حديث هشام بن حبيش وقال: «صحيح الإسناد»، ووافقه الذهبي.
- 4 وذلك في الحديث المتفق عليه الذي أخرجه البخاري 7/11 برقم 5109 ومسلم 4/135 برقم 1408.
- 5 في احتياط الصحابة، انظر : «السنة ومكانتها في التشريع الإسلامي» لمصطفى السباعي، ص75، وكان علي ابن أبي طالب رضي الله عنه يستحلف الراوي أحياناً، فقد روى الإمام أحمد في مسنده 1/2 عن علي، قال : «كنت إذا سمعت من رسول الله ﷺ حديثاً نفعني الله بما شاء منه، وإذا حدثني عنه غيري استحلفته»، قال الحافظ ابن حجر في «تهذيب التهذيب» 1/267- 268 : هذا حديث جيد الإسناد.
- 6 قال الشنقيطي في تفسيره: «إن السنة كلها مندرجة تحت هذه الآية الكريمة، أي : أنها ملزمة للمسلمين العمل بالسنة النبوية، فيكون الأخذ بالسنة أخذا بكتاب الله» -.[165] وقال ابن عاشور في تفسيره: " وهذه الآية جامعة للأمر باتباع ما يصدر من النبي ﷺ من قول وفعل فيندرج فيها جميع أدلة السنة".[166] وقال ابن كثير: «أي: مهما أمركم به فافعلوه، ومهما نهاكم عنه فاجتنبوه، فإنه إنما يأمر بخير وإنما ينهى عن شر».[167] وقال السعدي: «وهذا شامل لأصول الدين وفروعه، ظاهره وباطنه، وأن ما جاء به الرسول يتعين على العباد الأخذ به واتباعه، ولا تحل مخالفته، وأن نص الرسول على حكم الشيء كنص الله تعالى، لا رخصة لأحد ولا عذر له في تركه، ولا يجوز تقديم قول أحد على قوله».[58]
- 7 المقصود بعدالة الصحابة هو انتفاء امكانية الكذب على رسول الله ﷺ وليس معناه أنهم معصومون من الخطأ. ولكن أنه يستحيل على أحدهم أن يتقوّل على الرسول ما لم يقل، فالصحابة بإجماع العلماء المعتبرين من أهل السنة والجاعة كلهم ثقات عدول ولا يتطرق لهم الجرح كما هو اللازم لغيرهم، فلا نحتاج للبحث عن أحوالهم من جهة الصدق والكذب والثقة وما إلى ذلك مما يتعلق بعلم الجرح والتعديل. وقد نقل الإجماع على عدالة الصحابة جميعهم غير واحد من العلماء منهم ابن حجر العسقلاني حيث قال في كتاب فتح الباري: «اتفق أهل السنة على أن الجميع عدول». وقال ابن الصلاح في المقدمة: «الأمة مجمعة على تعديل جميع الصحابة». ونقل الإجماع على ذلك أيضا ابن عبد البر في كتاب الاستيعاب.